# Homops glaberrimus
Homops glaberrimus är en tvåvingeart som först beskrevs av Lamb 1912.  Homops glaberrimus ingår i släktet Homops och familjen fritflugor.
Artens utbredningsområde är Seychellerna. Inga underarter finns listade i Catalogue of Life.